# Agistri
Agistri (em grego:  αγκίστρι), é uma das Ilhas Sarónicas da Grécia, no Golfo Sarónico. É uma ilha de pequena dimensão, muito próxima de Egina.